# Veynes (tổng)
Tổng Veynes là một tổng của Pháp nằm ở tỉnh Hautes-Alpes trong vùng Provence-Alpes-Côte d'Azur.

## Địa lý
Tổng này được tổ chức xung quanh Veynes thuộc quận Gap. Độ cao thay đổi từ 715 m (Chabestan) à 2 680 m (Montmaur) với độ cao trung bình 856 m.

## Hành chính
| Giai đoạn | Ủy viên      | Đảng | Tư cách |
| --------- | ------------ | ---- | ------- |
|           | Louis Massot | PS   |         |

## Các đơn vị cấp dưới
Tổng Veynes gồm 8 xã với dân số là 4 021 người (điều tra năm 1999, dân số không tính trùng)
| Xã                | Dân số | Mã bưu chính | Mã insee |
| ----------------- | ------ | ------------ | -------- |
| Chabestan         | 126    | 05400        | 05028    |
| Châteauneuf-d'Oze | 14     | 05400        | 05035    |
| Furmeyer          | 154    | 05400        | 05060    |
| Montmaur          | 423    | 05400        | 05087    |
| Oze               | 65     | 05400        | 05099    |
| Saint-Auban-d'Oze | 67     | 05400        | 05131    |
| Le Saix           | 79     | 05400        | 05158    |
| Veynes            | 3 093  | 05400        | 05179    |

## Biến động dân số
| 1962                                                     | 1968  | 1975  | 1982  | 1990  | 1999  |
| -------------------------------------------------------- | ----- | ----- | ----- | ----- | ----- |
| 4 038                                                    | 4 308 | 3 963 | 3 919 | 3 921 | 4 021 |
| Nombre retenu à partir de 1962 : dân số không tính trùng |       |       |       |       |       |